# Eveliina Piippo
Eveliina Piippo, född 7 september 1998, är en finsk längdskidåkare som debuterade i världscupen den 24 november 2017 i Ruka, Finland. Hon tog sin första pallplats i världscupen när hon ingick i det finska lag som kom trea i damernas stafett i Beitostølen, Norge, den 9 december 2018.
Piippo vann silver på 10 km fristil vid Juniorvärldsmästerskapen i nordisk skidsport 2019.